# الجيش الوطني الكولومبي
الجيش الوطني الكولومبي (بالإسبانية: Ejército Nacional de Colombia)‏ هي القوات المسلحة البرية المشروعة التي يمكنها القيام بالعمليات العسكرية في جمهورية كولومبيا. ووفقًا للدستور السياسي، فإن مهمتها الرئيسية تتبلور في الدفاع عن سيادة واستقلال ووحدة أراضيها الوطنية والنظام الدستوري. وفقًا للأرقام الرسمية، فإنه يتكون من 230.146 جنديًا. ويُعد رئيس الجمهورية هو القائد الأعلى له.

## معرض صور

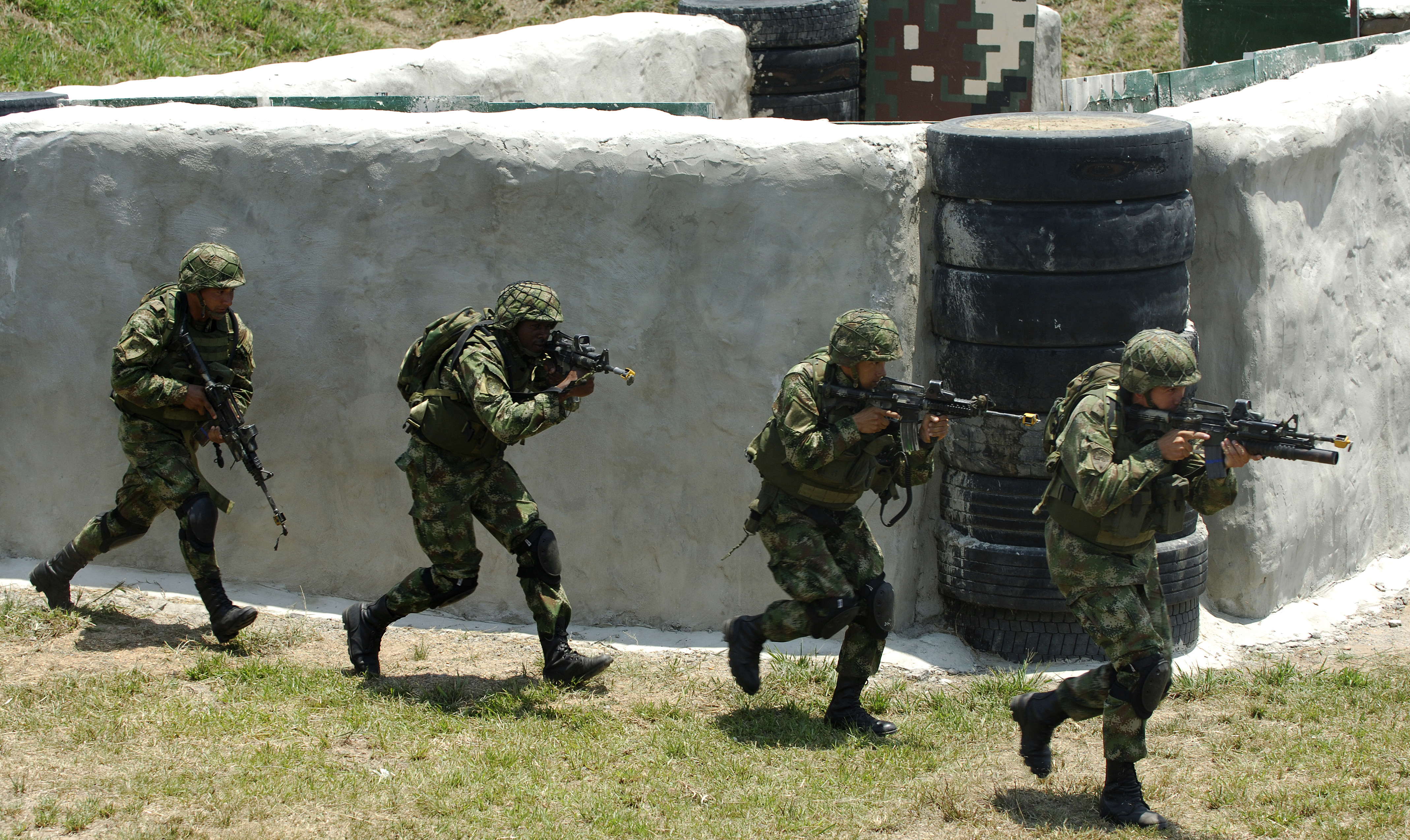
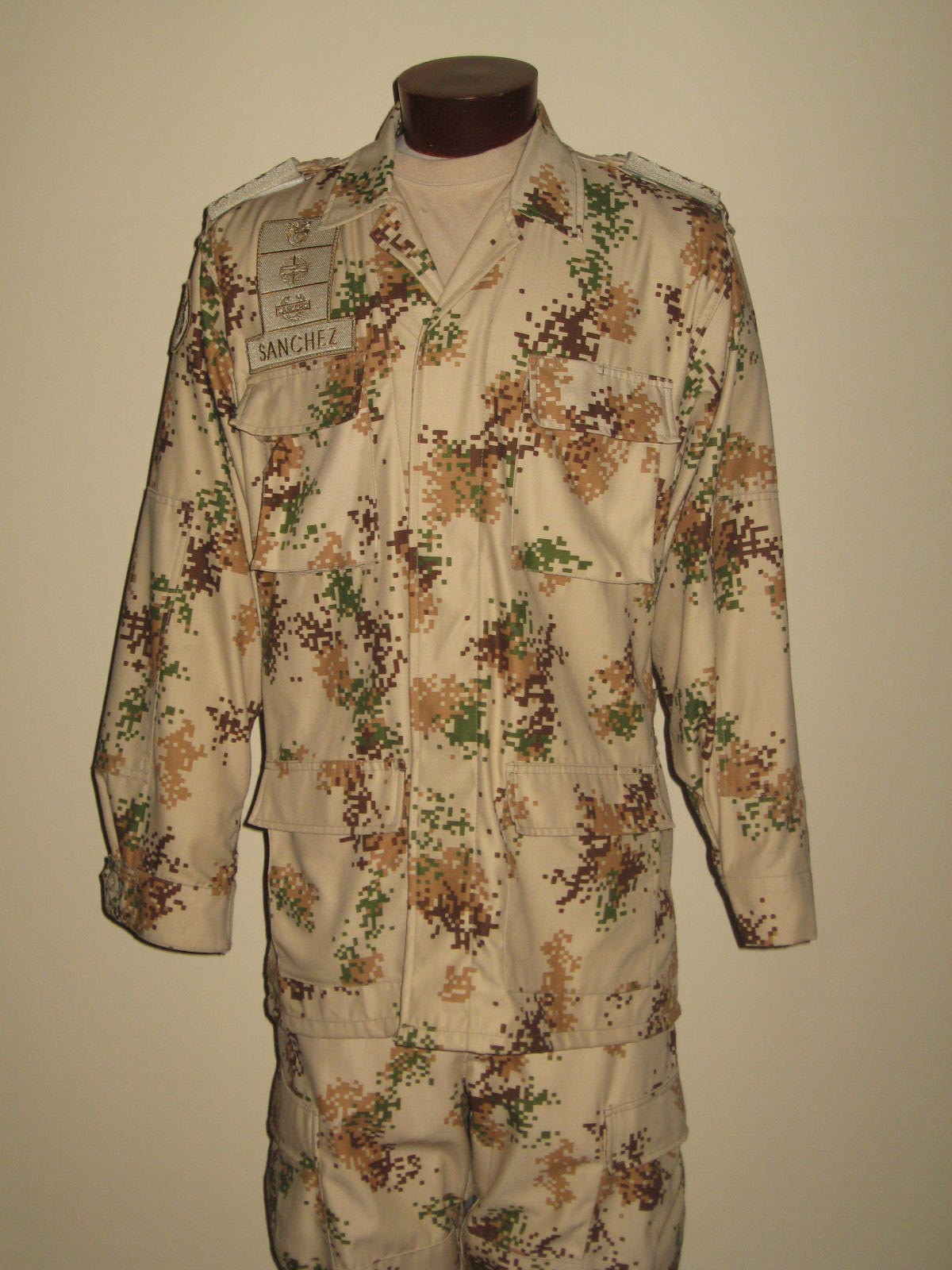
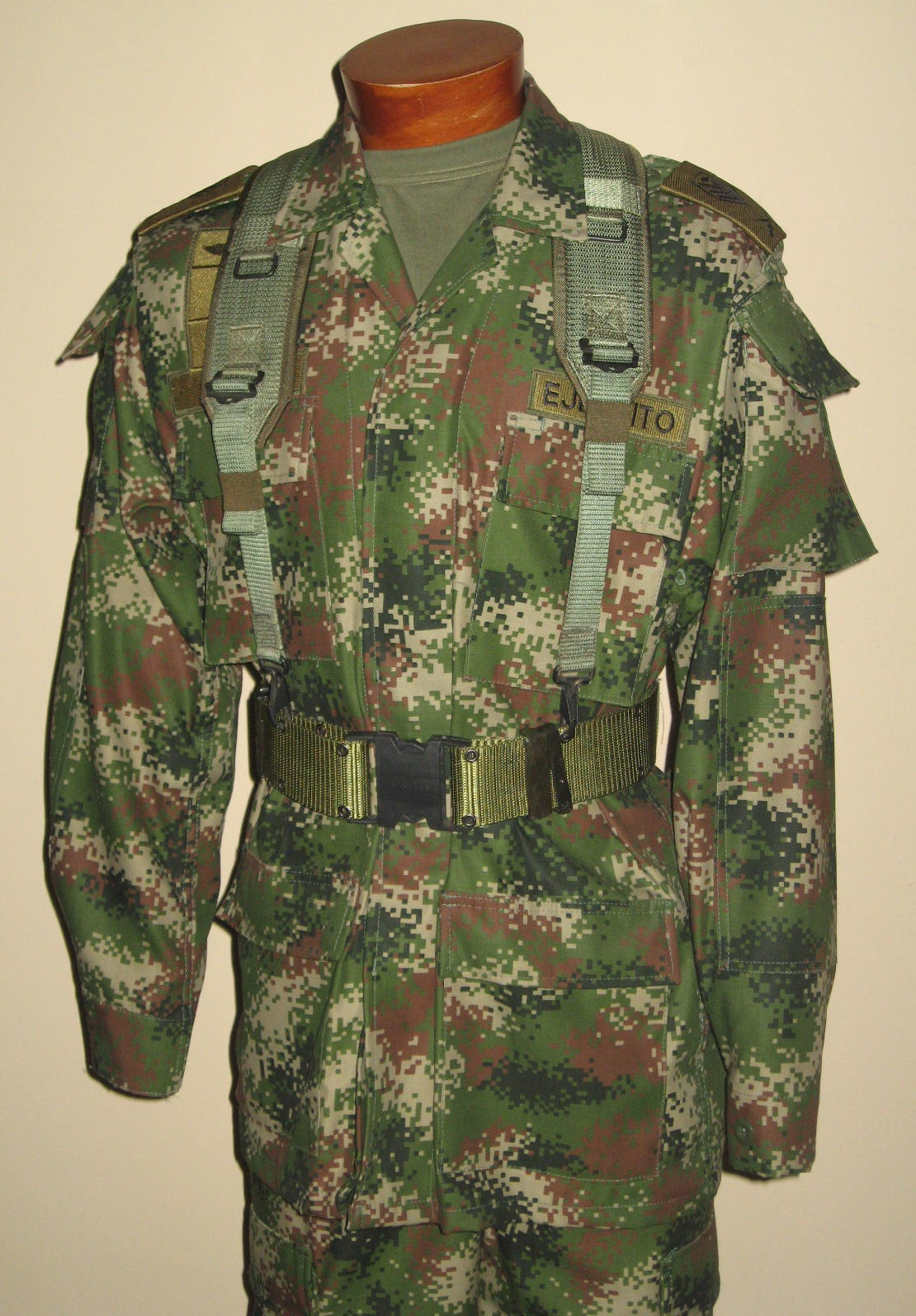
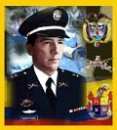